# جيليان لورين
جيليان لورين (بالإنجليزية: Jillian Lauren)‏ هي كاتِبة أمريكية، ولدت في 30 أغسطس 1973 في ليفنجستون ‏ في الولايات المتحدة.

## وصلات خارجية
- جيليان لورين على موقع IMDb (الإنجليزية)
- جيليان لورين على موقع قاعدة بيانات الفيلم (الإنجليزية)